# Подлесе (гміна Бодзентин)
Подлесе (пол. Podlesie) — село в Польщі, у гміні Бодзентин Келецького повіту Свентокшиського воєводства.
У 1975-1998 роках село належало до Келецького воєводства.